# بني مكيشار (القبيطة)

تعديل مصدري - تعديل

بني مكيشار هي إحدى قرى عزلة كرش بمديرية القبيطة التابعة لمحافظة لحج، بلغ تعداد سكانها 101 نسمة حسب تعداد اليمن لعام 2004.